# Hypnosis Mic: Division Rap Battle
Hypnosis Mic: Division Rap Battle (яп. ヒプノシスマイク - Division Rap Battle  (транслітерація - Хіпуношісу Майку: Дівіжн Реп Батл), укр. Гіпнотичний Мікрофон: Дивізійний Реп-Батл) - це японський мультимедійний проєкт King Records під їхнім лейблом Evil Line Records. Дизайн персонажів розробили Idea Factory під їхнім лейблом Otomate, головним сценаристом є Юїчіро Момосе. Проєкт фокусується на реп-батлах, де фанати голосують за їхню улюблену команду. Випущені CD-диски мають високі позиції на мейнстримних музичних чартах, а франшиза розширилась до адаптацій у манґу, аніме, сценічні вистави та мобільну ритмічну гру-ґачу.
Існують так звані основний та другорядний сюжети. Джерелом основного сюжету є драма-треки, що входять до альбомів із піснями, та манґа, що розкриває більше інформації про події у драма-треках. Джерелами другорядного сюжету є гра Hypnosis Mic: Alternative Rap Battle, аніме Hypnosis Mic: Rhyme Anima та сценічні вистави Hypnosis Mic: Rule the Stage.  
Основними жанрами музики є японський хіп-хоп, аніме-реп та японська дивізія, але вони також працюють у жанрах сіті-поп, рок, віжуал-кей, поп. 

## Сюжет
Після Третьої світової війни жінки захопили владу в окрузі Чюо (Чюоку), заборонили і знищили всю зброю та сформували партію Котоноха (Партія Слова). Так розпочалась Ера Н (Ейч). З того часу чоловіки почали боротися за території у реп-батлах використовуючи гіпнотичні мікрофони, за допомогою яких можуть впливати на симпатичну нервову систему та на розумові процеси. Легендарна крю The Dirty Dawg, що мала великий вплив, розформувалась на чотири команди, що репрезентують округи Токіо (Ікебукуро, Йокохама, Шібуя, Шінджюку) та вступають у територіальні бійки, використовуючи реп та гіпнотичні мікрофони.

## Персонажі

### Основний склад

#### Дивізія Ікебукуро - Buster Bros!!
Колір - червоний
- Ічіро Ямада - 19 років, лідер, власник компанії "Йорозуя Ямада", що виконує різні типи роботи і працює за викликом, утримує сім'ю Ямада, має 2 молодших братів Джіро та Сабуро. Колись був місцевою шпаною і входив до складу злочинної організації, через що його знали всі на районі, але змінився після протистояння із Саматокі Аохіцуґі та Сасарою Нуруде. Колишній учасник команд Naughty Busters, Mad Comic Dialogue та The Dirty Dawg, вважає своїм запеклим противником Саматокі Аохіцуґі.

Нікнейм: MC B.B. (MC Big Bro)
Актор озвучування: Субару Кімура
Гіпнотичне уміння: Критичний удар. Він наносить критичний удар, що в декілька разів сильніший, ніж звичайна атака.
- Джіро Ямада - 17 років, другий син сім'ї Ямада, полюбляє спорт. Виконує фізичну роботу в "Йорозуя Ямада", оскільки має відмінну фізичну форму і завжди готовий до активних дій. Дуже поважає та любить Ічіро, хоча колись вважав його ганьбою сім'ї, часто свариться з Сабуро за прихильність брата.

Нікнейм: MC M.B. (MC Middle Bro)
Актор озвучування: Харукі Ішія
Гіпнотичне уміння: Ралі. Він "позичає" духовні сили співучасників його дивізії та наносить могутній удар.
- Сабуро Ямада - 14 років, третій син сім'ї Ямада, теж допомагає Ічіро із роботою, займається програмуванням та хакерством.

Нікнейм: MC L.B. (MC Little Bro)
Актор озвучування: Кохей Амасакі
Гіпнотичне уміння: Видалення. Зводить нанівець атаку суперника.

#### Дивізія Йокохама - MAD TRIGGER CREW
Колір - синій
- Саматокі Аохіцуґі - 25 років, лідер, якудза, має звання "вакаґашіра" (підлеглий головного лідера кримінального синдикату) у сім'ї Катен, клану якудза у Йокохамі. Має молодшу сестру Нему Аохіцуґі, яку дуже любить і все робить заради неї. Колишній учасник команд Mad Comic Dialogue та The Dirty Dawg. Вважає своїм запеклим противником Ічіро Ямаду.

Нікнейм: Mr. Hc (Mr. Hardcore)
Актор озвучування: Шінтаро Асанума
Гіпнотичне уміння: Контрудар. Поглинає атаки суперника і перенаправляє їх із підвищеною потужністю.
- Джюто Ірума - 29 років, поліцейський-корупціонер, не нехтує застосуванням незаконних способів для розслідування, але ненавидить наркотики, через які померли його батьки. Співпрацює із Саматокі Аохіцуґі.

Нікнейм: 45 Rabbit
Актор озвучування: Ватару Комада
Гіпнотичне уміння: В'язниця. Знерухомлює суперника поміщаючи його в "клітку". 
- Ріо Мейсон Бусуджіма   - 28 років, колишній офіцер морських сил та член підрозділу спеціальних операцій зі знищення, живе у військовому таборі в лісі і поводиться так, наче він досі у війську, відомий своїми незвичними стравами. Напів американець і напів японець.

Нікнейм: Crazy M
Актор озвучування: Шінічіро Каміо
Гіпнотичне уміння: Shelter. Підвищений захист для нього та команди.

#### Дивізія Шібуя - Fling Posse
Колір - жовтий
- Рамуда Амемура - 24 роки, лідер, модний дизайнер, має бренд "Empty Candy", має зв'язки із Чюоку. Колишній учасник команд Kujaku Posse та The Dirty Dawg. Має прохолодні стосунки із Джінґуджі Джякураєм через події в минулому.

Нікнейм: easy R
Актор озвучування: Юсуке Шірай
Гіпнотичне уміння: Осліплення. Застосовує галюцинації на супернику із різними ефектами.
- Ґентаро Юмено - 24 роки, письменник, любить вигадувати історії та часто бреше.

Нікнейм: Phantom
Актор озвучування: Сома Сайто
Гіпнотичне уміння: Імітація. Копіює здібність суперника.
- Дайс Арісуґава - 20 років, азартний гравець, залежний від азвртних ігор та постійно тринькає всі свої гроші роблячи ставки, приймає рішення за допомогою кубика, який постійно носить із собою. Має зв'язок із Отоме Тохотен.

Нікнейм: Dead or Alive
Актор озвучування: Юкіхіро Нозуяма
Гіпнотичне уміння: Максимальна ставка. Його здібність змінюється, залежно від його вдачі при активації.

#### Дивізія Шінджюку - 麻天狼 (Матенро)
Колір - сірий
- Джякурай Джінґучі - 35 років, лідер, талановитий лікар, полюбляє товариство "цікавих" людей. Колишній учасник команд Kujaku Posse та The Dirty Dawg. Має прохолодні стосунки із Рамудою Амемурою через події в минулому.

Нікнейм: ill-DOC
Актор озвучування: Шьо Хаямі
Гіпнотичне уміння: Лікування. Лікує свою команду і повертає до нормального стану.
- Хіфумі Ізанамі - 29 років, хост у хост-клубі в Шінджюку, боїться жінок, його особистість змінюється, коли він одягає свій робочий піджак, найкращий друг Доппо, з яким вони живуть в одній квартирі.

Нікнейм: GIGOLO
Актор озвучування: Рюїчі Кіджіма
Гіпнотичне уміння: Зачаровування. Зачаровує суперника і отримує контроль над ним.
- Доппо Каннондзака - 29 років, офісний працівник, торговий представник компанії-виробника медичного обладнання, працює із лікарнею, де працює Джякурай. Дуже нервовий і невпевнений у собі, найкращий друг Хіфумі, з яким вони живуть в одній квартирі.

Нікнейм: DOPPO
Актор озвучування: Кенто Іто
Гіпнотичне уміння: Берсеркер. Стає неконтрольованим і виснажує свою енергію задля вибухової атакуючої сили.

#### ДивізіяОсака- どついたれ本圃 (Доцуйтаре Хомпо)
Колір - помаранчевий
- Сасара Нуруде - 26 років, лідер, популярний стенд-ап комік, який поза сценою безглуздо жартує. Він та Рошьо колись були комедійним дуетом "Доцуйтаре Хомпо", але розійшлись. Згодом Сасара утворив із Саматокі та місцевими волоцюгами команду Mad Comic Dialogue, що мала вплив в Ікебукуро і теж невдовзі розпалась через плани Чюоку.

Нікнейм: Tragic Comedy
Актор озвучування: Рьота Івасакі
Гіпнотичне уміння: Вбивчий жарт. Змушує суперника неконтрольовано сміятись, через що суперник плутається під час виконання репу і це спричиняє відміну їхньої атаки.
- Рошьо Цуцуджіморі - 26 років, вчитель математики. Він та Сасара колись були комедійним дуетом "Доцуйтаре Хомпо", але розійшлись через Рошьо, що втратив віру у себе і почав боятися сцени.

Нікнейм: WISDOM
Актор озвучування: Кенґо Каваніші
Гіпнотичне уміння: Освіта. Збирає інформацію про слабкості суперника і повідомляє своїй команді, що дає прискорення їхнім атакам.
- Рей Амаядо - 46 років, шахрай, має зв'язки із Чюоку, творець гіпнотичних мікрофонів, працює за спиною в усіх і крутить схеми, колись був пов'язаний із департаментом військово-технічного розвитку. Співпрацює із Отоме Тохотен.

Нікнейм: MC Mastermind
Актор озвучування: Такая Курода
Гіпнотичне уміння: Шахрайство. 

#### ДивізіяНаґоя- Bad Ass Temple
Колір - фіолетовий
- Куко Харай - 19 років, лідер, чернець у буддистському храмі Куґен, у 14 років перейняв від батька аскетичний спосіб життя, часто говорить моралізаторські зауваження, колишній найкращий друг Ічіро, з яким вони посварились через плани Чюоку. Колишній учасник команд Naughty Busters та Mad Comic Dialogue.

Нікнейм: Evil Monk
Актор озвучування: Шьота Хаяма
Гіпнотичне уміння: Медитація. Запечатує здатність суперника виконувати реп, що запобігає використання ними репу.
- Джюші Аймоно - 18 років, музикант в стилі віжуал-кей, нарцисист та плакса, має іграшкову свинку Аманду, яку вважає подругою, коли зустрічає когось вперше, то перемикається на свою іншу особистість і говорить із пихатим тоном. Його булили в школі і Хітоя Амаґуні йому допоміг, через що Джюші його дуже поважає.

Нікнейм: 14th Moon
Актор озвучування: Юкі Сакакіхара
Гіпнотичне уміння: Сміливість.
- Хітоя Амаґуні - 35 років, адвокат, матеріаліст, але ненавидить булінг, тому безкоштовно допомагає жертвам булінгу через трагедію з його братом. Друг дитинства Джякурая, з яким вони мають натягнуті стосунки, оскільки Хітоя вважає Джякурая кращим від нього в усьому.

Нікнейм: Heaven & Hell
Актор озвучування: Ейджі Такеучі
Гіпнотичне уміння: Заперечення. Відбиває атаки суперника.

#### Дивізія Чюоку - Kotonoha Party (Партія Слова)
Колір - рожевий
- Отоме Тохотен - 49 років, лідерка партії, прем'єр-міністерка Японії, захопила владу використовуючи гіпнотичні мікрофони, видала закони про повне знищення зброї та розформування армії, побудувала жіночоцентричне суспільство. На 3 році ери Н (Ейч) організувала Дивізійний Реп-Батл, де чоловіки боряться за території за допомогою гіпнотичних мікрофонів. Співпрацює із Реєм Амаядо. Має зв'язок із Дайсом Арісуґавою.

Акторка озвучування: Ю Кобаяші
- Ічіджіку Каденокоджі - 31 рік, Віце-прем'єр-міністерка Японії, Генеральна директорка Бюро адміністративної інспекції столичного департаменту поліції, дуже поважає лідерку Отоме, щиро ненавидить чоловіків і вірить, що світ був би кращим без них. Хоча вона й поводиться з усіма жорстко, та добре ставиться до Нему Аохіцуґі.

Акторка озвучування:Чіакі Такахаші
- Нему Аохіцуґі - 19 років, заступниця начальника Бюро адміністративної інспекції, молодша сестра Саматокі Аохіцуґі, якого вона покинула через дію гіпнотичного мікрофона на неї, до цього вона постійно переймалась, що є слабкою і її доводиться захищати, та зараз її характеризують як дівчину із сильним духом.

Акторка озвучування:Нозономі Ямамото

## Дискографія
Починаючи із 2017 року, кожна дивізія випустила ознайомчі синґли. 
Наразі кожна команда має власні альбоми, де містяться і сольні пісні кожного учасника, і пісні двох учасників окрім лідера. Окрім цього, випущені також спільні пісні дивізій із 18 персонажами, із 6 лідерами окремо, спільні треки 2-х та 3-х команд, наявні і треки дивізії Чюоку.
В Spotify міститься офіційний плейлист усіх релізів. 

## Виступи Наживо
Перший виступ наживо із акторами озвучування відбувся ще 4 листопада 2017 року. Відтоді вони проводяться 2 рази кожного року донині (окрім 2020-го року через COVID-19). Серед гостей були такі репери/ки та продюсери як KEN THE 390, Awich, Creepy Nuts, EGO,  Rappagariya, Cypress Ueno To Roberto Yoshino, Kuchiroro, GADORO, Dragon Ash, Reol, Scha Dara Parr, Zeebra, nobodyknows+.

## Цікаві факти
1. Франшиза двічі обійшла к-поп гурт BTS у чартах Японії. Один раз альбом Fling Posse "-Before The 2nd D.R.B.-" обійшов альбом BTS "MAP OF THE SOUL:7" і посів 1 місце у чарті "Щоденний рейтинг альбомів". Іншого разу Hypnosis Mic обійшли BTS у чарті "Топ10 Жіночий вибір".